# Ukraińska Armia Narodowa

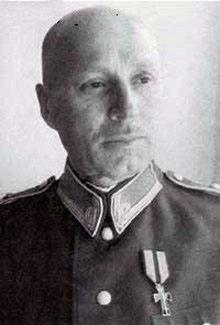
Generał Pawło Szandruk

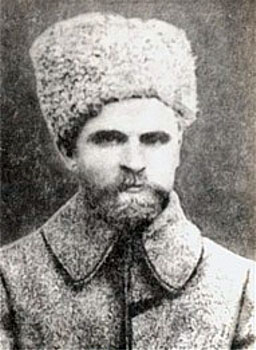
Mychajło Omelianowicz-Pawlenko, 1920

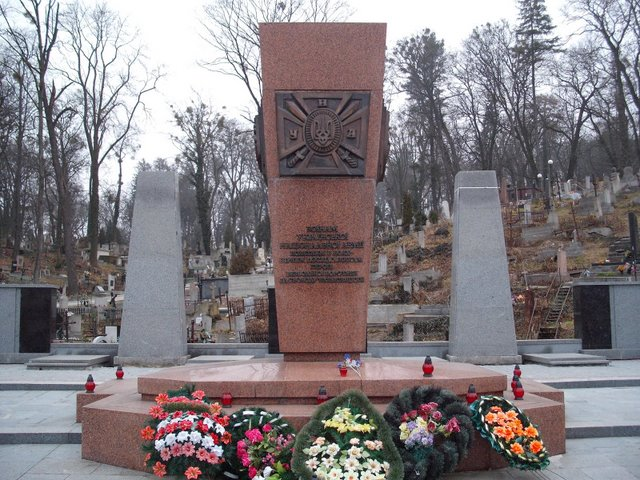
Pomnik poległych żołnierzy UNA, dywizji SS-Galizien na cmentarzu Łyczakowskim we Lwowie

Ukraińska Armia Narodowa (UAN, UNA, niem. Ukrainische Nationalarmee, ukr. Українська Національна Армія) – ukraińska formacja wojskowa utworzona 17 marca 1945 z inicjatywy III Rzeszy i ukraińskich stronnictw emigracyjnych, podporządkowana utworzonemu na żądanie Pawło Szandruka 17 marca 1945 Ukraińskiemu Komitetowi Narodowemu, dowodzona przez generała porucznika Pawło Szandruka.

## Historia
Celem powstania UAN było skupienie wszystkich żołnierzy ukraińskich walczących po stronie Niemiec. W jej skład weszły resztki 14 Dywizji Grenadierów SS pozostałe po rozbiciu w bitwie pod Brodami i wcielony w jej skład w lutym 1945 Ukraiński Legion Samoobrony (biorący w drugiej połowie września 1944 udział w tłumieniu powstania warszawskiego na Czerniakowie i w walkach w Puszczy Kampinoskiej). Utworzono z nich 1 Dywizję UAN. 2 Dywizja powstała z ośrodków zapasowych (Brygada Przeciwpancerna Wolna Ukraina, Brygada Spadochronowa Gruppe B, Ukraińska Armia Wyzwoleńcza (część) i inne mniejsze oddziały ukraińskie). Ogółem w roku 1945 UNA liczyło blisko 50 tys. żołnierzy. W UAN poza Szandrukiem znaleźli się m.in. Taras Boroweć, Mychajło Omelianowicz-Pawlenko, Iwan Omelianowicz-Pawlenko, Mychajło Krat i Petro Diaczenko.
Po opuszczeniu frontu wschodniego w Czechach i Austrii zwarte oddziały UAN poddały się 7 maja 1945 wojskom brytyjskim i amerykańskim.
Po kapitulacji generał Pawło Szandruk zażądał spotkania w cztery oczy z gen. Władysławem Andersem, które mu umożliwiono. Po osobistej interwencji Andersa u władz brytyjskich, żołnierzy Ukraińskiej Armii Narodowej nie wydano (pomimo nacisków sowieckich) przymusowo ZSRR (przymusową deportację wszystkich obywateli ZSRR przewidywały porozumienia jałtańskie), uznając ich za obywateli polskich. Umożliwiono im również legalną imigrację do Wielkiej Brytanii i krajów Imperium Brytyjskiego (Kanady, Australii i Afryki Południowej). Decyzję Winstona Churchilla w tej sprawie potwierdził również jego następca Clement Attlee, z ramienia Labour Party. Żołnierze UAN po pobycie w obozach internowania w północnych Włoszech (na terenie operacyjnym 2 Korpusu Polskiego), wyjechali w roku 1947 do Wielkiej Brytanii. Jak twierdził sam Szandruk UAN powstała w celu uratowania jak największej liczby żołnierzy ukraińskich przed niewolą radziecką i łagrami. Wśród żołnierzy UAN znaleźli jednak schronienie również indywidualni przestępcy wojenni.

## Organizacje weteranów
Od roku 1950 działa legalnie na emigracji w Niemczech oraz Kanadzie Bractwo Byłych Żołnierzy 1 Ukraińskiej Dywizji UNA – UNA (ukr. Братство Колишніх Вояків І-ої. УД УНА). Główną siedzibą tej organizacji jest Toronto, przewodniczącym – Michajło Romaniuk (ukr. Михайло Романюк). Oddziały Bractwa znajdują się również w USA, Argentynie i Austrii.
W roku 1992 w niepodległej Ukrainie we Lwowie została utworzona organizacja pn. Galicyjskie Bractwo Byłych Żołnierzy UD „Hałyczyna” (UNA). W Anglii funkcjonuje osobne koło weteranów skupione wokół Organizacji Byłych Żołnierzy Ukraińskich w Wielkiej Brytanii (skr. OBWU).